# دی‌ان‌ای بی‌رمز
توالی‌های دی‌ان‌ای بی‌رمز یا بی‌کد (به انگلیسی: Non-coding DNA)،اجزای دی‌ان‌ای یک موجود زنده هستند که توالی‌های پروتئین را کد نمی‌کنند.
برخی از دی‌ان‌ای‌های بی‌رمز به مولکول‌های عملگر آران‌ای بی‌رمز (مثلاً آران‌ای انتقال (tRNA)، آران‌ای ریبوزومی (rRNA) و آران‌ای مداخله‌گر (RNAi)) رونویسی می‌شوند.
از دیگر نقش‌های دی‌ان‌ای بی‌رمز می‌توان به ترجمه و رونویسی مقررات توالی کد کردن پروتئین، منطقه پیوند ماتریس، مکان آغازش همتاسازی دی‌ان‌ای، سانترومر و تلومرها اشاره کرد.
مقدار دی‌ان‌ای بی‌رمز در میان گونه‌های مختلف بسیار متفاوت است. معمولاً درصد کمی از ژنوم مسئول کد کردن پروتئین‌هاست و درصد زیادی از آن‌ها وظایف تنظیم کنندگی دارند. همان‌گونه که در دهه‌ی ۱۹۶۰ پیش‌بینی شده‌بود وقتی دی‌ان‌ای بی‌رمز بسیاری وجود دارد، به نظر می‌رسد بخش بزرگی از آن هیچ عملکرد بیولوژیکی‌ای ندارد. از آن زمان، به‌این بخش غیرفعال "دی‌ان‌ایِ آشغال" می‌گویند که این نام‌گذاری بسیار بحث‌برانگیز است. 
پروژه‌ی دانش‌نامهٔ بین‌المللی اجزای دی ان ای (ENCODE)، با روش بیوشیمیایی مستقیم روشن ساخت که حداقل ۸۰ درصد از دی‌ان‌ایِ ژنومی انسان دارای فعالیت‌های بیوشیمیایی هستند. 
هرچند رسیدن به این نتیجه با توجه به دهه‌ها تحقیقات و کشف بسیاری از مناطقی که بی‌رمز اما عملگر هستند، غیره‌منتظره نیست،اما با این وجود برخی از دانشمندان از تلفیق کردن فعالیت‌های بیوشیمیایی با عملکرد بیولوژیکی، انتقاد کردند.
تخمین‌ها می‌گویند که نسبت ژنوم عملگر بیولوژیک به کل ژنوم در انسان، بر اساس ژنومیک مقایسه‌ای بین ۸ تا ۱۵ درصد متغیر است. 
با این حال، برخی دیگر به طور متقابل با تکیه‌ی صرف بر برآورد بر پایه‌ی ژنومیک مقایسه‌ای، با توجه به دامنه‌ی محدود آن، مخالفند چرا که با بررسی زیست‌شناسی رشدی فرگشتی، نقش دی‌ان‌ای بی‌رمز در اپی ژنتیک، شبکه‌های پیچیده‌ی شبکه تنظیم‌کننده ژن و فعل و انفعالات ژنتیکی یافت شده است.

## بخش بدون کد ژنومیک دی‌ان‌ای

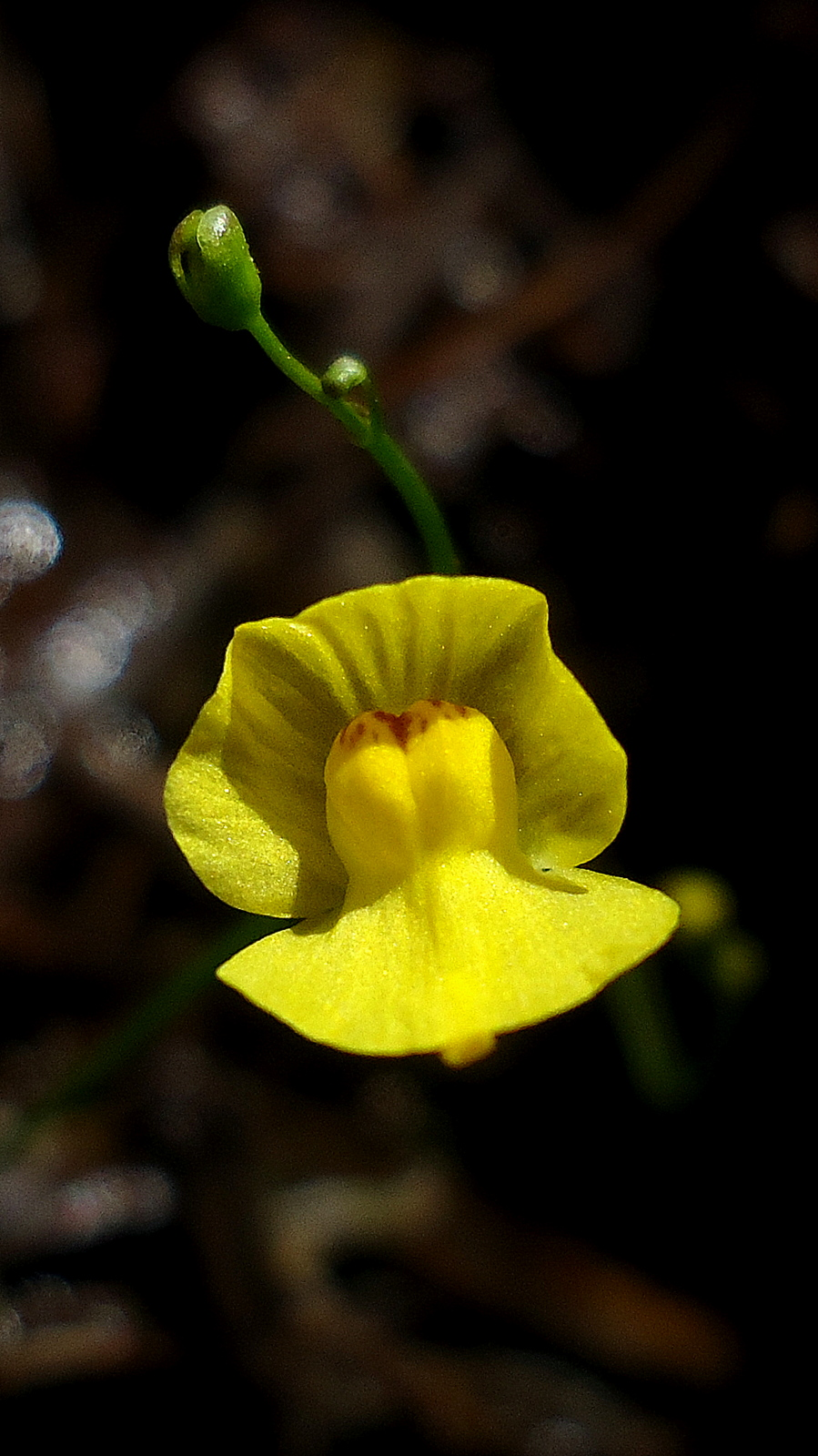
علف‌انبانی گیبا، تنها ۳٪ دی‌ان‌ای بی‌رمز دارد.

مقدار کل ژنومیک دی‌ان‌ای بین موجودات زنده تغییرات گسترده‌ای دارد و همچنین میزان دی‌ان‌ای بی‌کد و باکد در ژنوم نیز بسیار متغیر است. برای مثال نشان داده شده است که بیش از ۹۸٪ ژنوم انسان توالی‌های بی‌کد اند و توالی‌های پروتئین شامل توالی‌های داخل اینترون‌‌ها و بیشتر نواحی درون ژنی را کد نمی‌کند، درحالی که ۲۰٪ از ژنوم یک پروکاریوت معمولی را نواحی بی‌کد تشکیل می‌دهند.
طبق مشاهده‌ای به نام  انیگمای مقدار-سی ، در یوکاریوت‌ها، سایز ژنوم و در نتیجه‌ی آن میزان دی‌ان‌ای بی‌کد، به پیچیدگی گونه همبسته نیست. برای مثال مقدار ژنوم یک تک‌سلولی که به آن Polychaos dubium یا Amoeba dubia می‌گویند، حدود ۲۰۰ برابر بیشتر از مقدار ژنوم دی‌ان‌ای انسان گزارش شده است.
با این که اندازه‌ی ژنوم ماهی بادکنکی تاکیفوگو تقریباً یک هشتم ژنوم انسان است، اما همچنان تعداد قابل مقایسه‌ای ژن دارد؛ تقریباً ۹۰٪ از ژنوم تاکیفوگو دی‌ان‌ای بی‌کد است. بنابراین، بیشتر تفاوت ژنوم بخاطر تغییرات میزان دی‌ان‌ای باکُد نیست، بلکه بخاطر تفاوت در بخش بی‌کد دی‌ان‌ای است.
در سال ۲۰۱۳ یک رکورد جدید از بهینه‌ترین ژنوم یک یوکاریوت در گونه‌ای به نام علف انبانی گیبا کشف شد که فقط ۳٪ دی‌ان‌ای بی‌کد دارد و ۹۷٪ باقی دی‌ان‌ای باکد است. بخش‌های دی‌ان‌ای بی‌کد از گیاه حذف شده است و ممکن است چنین بخش‌هایی برای یک گیاه آن‌قدری که برای یک انسان ضروری است، ضروری نباشند. 

## انواع توالی‌های بدون کد دی‌ان‌ای

### آران‌ای عملگر بدون کد
آران‌ای بی‌رمز به مولکول‌های عملگر آران‌ای می‌گویند که به پروتئین ترجمه نمی‌شوند. از آران‌ای‌های بی‌رمز می‌توان به آران‌ای ریبوزومی، آران‌ای حامل، پی-آران‌ای و ریزآران‌ای اشاره کرد. 
تخمین زده شده است که ریزآران‌ای‌ها، حدود ۳۰٪ از  فعالیت‌های مرتبط با ترجمه‌ی کد شدن پروتئین‌های پستانداران را کنترل می‌کنند و ممکن است نقش حیاتی در پیشرفت یا درمان بیماری‌هایی مانند سرطان، بیماری‌های قلبی-عروقی‌ داشته و همچنین پاسخ دستگاه ایمنی به عفونت باشند.

### عناصر تنظیم‌کننده‌ی ژن‌های نزدیک و دور
سامان دهنده‌های همسو یا عناصر تنظیم کننده‌ی ژن‌های نزدیک توالی‌هایی هستند که رونویسی ژن‌های نزدیک را کنترل می‌کنند. خیلی از این عناصر در زیست‌شناسی تکاملی درگیرند. عناصر تنظیم کننده‌ی ژن‌های نزدیک ممکن است در پایانه‌ی '5 یا '3 بخش ترجمه‌نشده و یا درون اینترون‌ها‌ واقع شده باشند. عناصر تنظیم‌کننده‌ی ژن‌های دور رونویسی ژن‌های دور را کنترل می‌کنند.
 پروموترها رونویسی از یک ژن خاص را آسان‌تر می‌کنند و معمولاً در بالای ناحیه‌ی کد شده هستند. توالی‌های افزاینده هم ممکن است تاثیرات گسترده و مختلفی بر روی میزان رونویسی ژن‌ها داشته باشند.

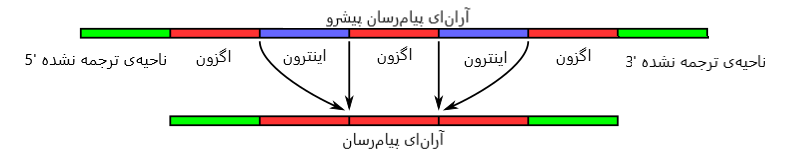
تصویر ساده‌ای از یک آران‌ای پیام‌رسان پیشروی پیرایش نشده با دو اینترون و سه اگزون. (بالا) بعد از این که اینترون‌ها توسط فرایند پیرایش حذف شدند، توالی آران‌ای پیام‌رسان بالغ برای ترجمه آماده است. (پایین)

### اینترون‌ها
اینترون‌ها نواحی بی‌کد و کدون‌ها نواحی باکد ژن هستند. اینترون‌ها به آران‌ای پیام‌رسان پیشرو رونویسی می‌شوند اما در نهایت توسط فرایند پیرایش آران‌ای در طی پروسه‌ی تبدیل به آران‌ای پیام‌رسان بالغ حذف می‌شوند. بیشتر اینترون‌ها به عنوان عناصر متحرک ژنتیکی ظاهر می‌شوند.  
مطالعه برروی اینترون‌های گروه ۱ تک‌یاختگان تتراهایمن نشان می‌دهد که بعضی از اینترون‌ها عناصر خودخواه ژنتیکی اند و نسبت به میزبان خنثی‌اند، در واقع یعنی آن‌ها خود را از کنار اگزون‌ها بودن در مراحل پردازش آران‌ای خلاص می‌کنند و بدون توجه به حضور اینترون‌ها، بایاس بیان بین الل‌ها ایجاد نمی‌کنند.
بعضی از اینترون‌ها بنظر می‌رسد که عملکردهای بیولوژیکی مهمی دارند و احتمالاً در عملکرد ریبوزیم، فعالیت آران‌ای حامل و آران‌ای ریبوزومی و همچنین بیان ژن‌های مرتبط با کد کردن پروتئین را کنترل می‌کنند. 

### شبه‌ژن‌ها
شبه‌ژن‌ها توالی‌هایی از دی‌ان‌ای هستند که به ژن‌های شناخته شده‌ای که قابلیت کد کردن پروتئین خود را از دست داده‌اند و یا دیگر در سلول بیان نمی‌شوند، مربوط اند. شبه‌ژن‌ها از انتقال مجدد و یا تکثیر ژنومیک ژن‌های عملگر ایجاد می‌شوند و نهایتاً تبدیل به "فسیل ژنومیک" می‌شوند که یعنی در طی جهش‌هایی در بخش‌هایی مانند ناحیه‌ی درونی پروموتر ژن و یا تغییر مرگبار در ترجمه‌ی ژن (شامل جایگشت یافتن کدون خاتمه یا تغییر فریم ریبوزومی) تغییراتی می‌کنند که باعث جلوگیری از رونویسی ژن‌ها و غیرعملگر شدن آن‌ها می‌شود.
شبه‌ژن‌هایی که از انتقال مجدد یک آران‌ای واسط به دست می‌آیند به‌عنوان شبه‌ژن پردازش شده شناخته می‌شوند؛ ژن‌هایی که از بقایای ژنومیک ژن‌های تکثیر شده و یا باقی‌مانده‌ی ژن‌های غیرفعال به‌دست می‌آیند به‌عنوان ژن‌های پردازش نشده شناخته می‌شوند.
یک نوع دیگر از شبه‌ژن‌ها از انتقال ژن‌های عملگر بخش میتوکندری از سیتوپلاسم به هسته حاصل می‌شوند که با عنوان بخش هسته‌ای میتوکندری‌ای دی‌ان‌ای یا NUMT شناخته می‌شود.
این نوع از شبه‌ژن در بسیاری از گونه‌های یوکاریوت‌ها ایجاد می‌شود.
با این حال قانون بازگشت‌ناپذیری دولو می‌گوید که از دست رفتن عملکرد شبه‌ژن‌ها احتمالاً دائمی است، ولی ممکن است ژن‌های ساکت شده (ژن‌هایی که دیگر بیان نمی‌شوند و تبدیل به شبه‌ژن شده‌اند)، بتوانند پس از میلیون‌ها سال مجدداً فعال شوند و عملکرد خود را در کد کردن توالی‌های پروتئین به‌دست آورند
و تا به حال تعداد قابل‌توجهی از شبه‌ژن‌ها به‌صورت فعالی رونویسی شده‌اند.
چون که فرض می‌شود شبه‌ژن‌ها تحت شرایط تکاملی بدون تغییر باقی می‌مانند، می‌توان از آن‌ها به عنوان مدل‌های مناسبی برای شناخت نوع و تکرارهای انواع جهش‌های ژنتیکی خودجوش استفاده کرد.

### تکرار توالی‌ها، عناصر متحرک ژنتیکی و عناصر ویروسی

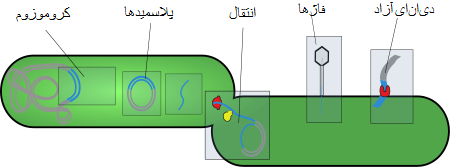
عناصر متحرک ژنتیکی در سلول (چپ) و این که آن‌ها چگونه به‌دست می‌آیند (راست)

سازه‌های جابجاشدنی و ژن‌های انتقالی، عناصر متحرک ژنتیکی هستند. توالی‌های تکرارشونده‌ ژن‌های انتقالی که شامل عناصر هسته‌ای پراکنده‌ی بلند و عناصر هسته‌ای پراکنده‌ی کوتاه هستند، بخش بزرگی از توالی‌های ژنومیک بسیاری از گونه‌ها حساب می‌شوند. توالی‌های Alu که در دسته‌ی عناصر هسته‌ای پراکنده‌ی کوتاه قرار می‌گیرند، فراوان‌ترین عناصر محرک ژنوم انسان اند. بعضی مثال‌هایی یافت شده که نشان می‌دهد عناصر هسته‌ای پراکنده‌ی کوتاه، نقش کنترل‌کننده در رونویسی و کد کردن پروتئین بعضی از ژن‌ها دارند.

### تلومرها
تلومرها نواحی تکرارشونده‌ی دی‌ان‌ای هستند که در بخش انتهایی کروموزوم قرار گرفته و از آن در برابر زوال رفتن کروموزوم در حین فرایند همانندسازی دی‌ان‌ای محافظت می‌کند. تلومر در واقع بخش اساسی‌ای از سلول انسان است که برروی عمر سلول تاثیر دارد.
مطالعات اخیر نشان می‌دهند که عملکرد تلومرها کمک به پایداری خودشان است. به رونویسی‌هایی که از اشتقاق تلومر به دست می‌آید، تلومرِ به صورت تکرارشونده‌ی شامل آران‌ای (به انگلیسی: (Telomeric 
repeat-containing RNA (TERRA) می‌گویند. وظیفه‌ی TERRA برقرار نگه‌داشتن فعالیت تلومراز و درست کردن اندازه‌ی انتهای کروموزوم است.